# 八分儀

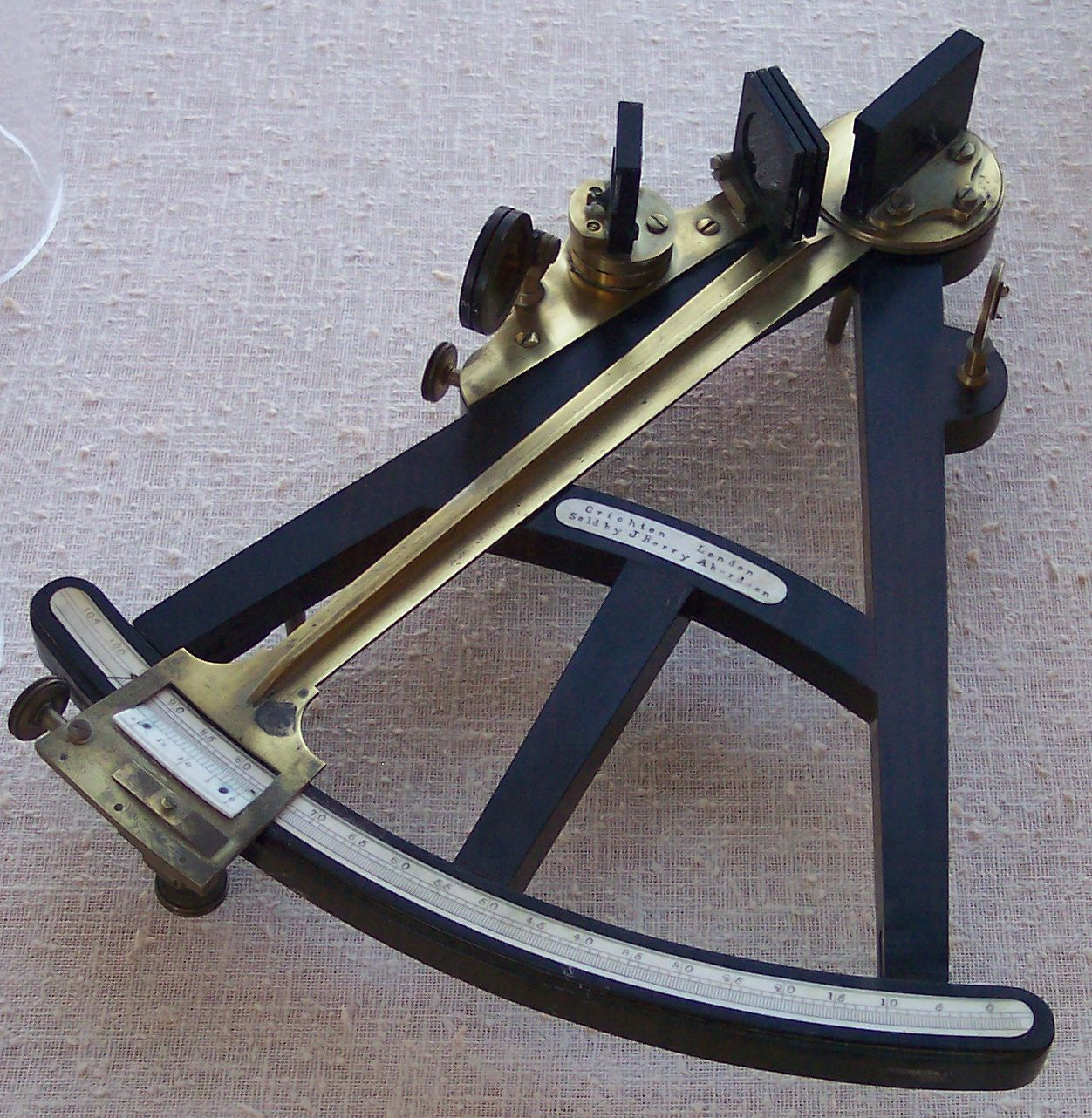
八分儀

八分儀（はちぶんぎ、Octant）は天体や物標の高度、水平方向の角度を測るための道具。測量や航海に用いられ、弧が45°（360°の八分の一）であるところからこの名がついた。測定には平面鏡の反射を利用しており、45°の弧に90°までの目盛りが書き込まれている。
この機器にちなんだ、はちぶんぎ座という星座がある。
1730年、ジョン・ハドリーによってこの機器が開発され、1732年に王立協会へ提出された。後に、月の正確な運行表が作られると、これを利用して経度を知るためには90°を超える月と星の角度を測らねばならなかったため、八分儀よりも大きな角度を容易に測定できる六分儀が普及していった。